# Iselín Santos Ovejero
Iselíno Santos Ovejero Maya (Las Catitas, Argentina, 16 de octubre de 1945) es un exfutbolista argentino, que desarrolló la mayor parte de su carrera deportiva en España. Una vez retirado como futbolista también desempeñó en determinados momentos la función de entrenador, siempre en el Atlético de Madrid.

## Trayectoria

### Jugador
Sus inicios como jugador tuvieron lugar en la Ciudad de Mendoza, en Murialdo. Su etapa profesional la inicia en 1962, al incorporarse al Club Atlético Vélez Sarsfield, en la capital argentina.
Con El Fortín de Vélez, Ovejero juega durante siete años, en los que disputa un total de 83 encuentros y anota un gol. Allí obtiene en 1968 su primer título como jugador, el Campeonato Nacional Argentino.
En 1969, tras solventar ciertas dificultades con el pase, ficha por el Atlético de Madrid, en España, ya iniciada la temporada 1969/70. Su debut en Liga tiene lugar el 7 de diciembre en el partido que enfrentó a su club contra el Athletic de Bilbao.
En el conjunto madrileño, Ovejero jugó durante un total de cinco temporadas, en las que obtuvo dos títulos de Liga (1969/70 y 1972/73), así como una Copa de España (1972).
En su última temporada en el conjunto madrileño disputó la final de la Copa de Europa que su club perdió en 1974 contra el Bayern de Múnich.
Tras finalizar su etapa rojiblanca, ficha por el Real Zaragoza, donde jugará dos temporadas, en la primera de las cuales el conjunto aragonés logra su mejor clasificación en la Liga española, de la que finaliza como subcampeón.
Ovejero disputó un total de 97 partidos en Primera división, marcando tres goles.
En 1976 se marcha a jugar al Terrassa en Segunda División y en la temporada siguiente juega en el Sant Andreu (Segunda División B) para acabar allí su carrera como futbolista.

#### Selección nacional
Durante su etapa en el Vélez Sarsfield, Ovejero fue internacional con la Selección Argentina. Aunque estuvo preseleccionado, una lesión le impidió disputar el Mundial de Inglaterra 66.
Un año más tarde sí participó con la albiceleste en la Copa América que tuvo lugar en 1967 en Uruguay. Ovejero jugó un total de cuatro encuentros con la albiceleste.
| Fecha      | Competición                  | Estadio    | Ciudad               | Partido   | Partido | Partido   |
| ---------- | ---------------------------- | ---------- | -------------------- | --------- | ------- | --------- |
| 18/01/1967 | Campeonato Sudamericano 1967 | Centenario | Montevideo (Uruguay) | Argentina | 4:1     | Paraguay  |
| 22/01/1967 | Campeonato Sudamericano 1967 | Centenario | Montevideo (Uruguay) | Argentina | 1:0     | Bolivia   |
| 25/01/1967 | Campeonato Sudamericano 1967 | Centenario | Montevideo (Uruguay) | Argentina | 5:1     | Venezuela |
| 28/01/1967 | Campeonato Sudamericano 1967 | Centenario | Montevideo (Uruguay) | Argentina | 2:0     | Chile     |

### Entrenador
Una vez retirado como jugador empieza su carrera como técnico. Empezó trabajando en el Atlético de Madrid como ojeador, entrenador de juveniles y como ayudante de entrenador.
En tres temporadas distintas y de forma ocasional, Ovejero dirigió al primer equipo rojiblanco:
- En la temporada 1990/91, y antes de la incorporación de Tomislav Ivić, se sienta en el banquillo en la primera jornada de Liga. Tras la destitución del técnico croata al finalizar la Liga, Ovejero dirige al equipo en la final de la Copa del Rey en la que el Atlético se impuso al RCD Mallorca por un gol a cero, logrando así su único título como entrenador.

- En la 1992/93, en dos ocasiones ocupa de forma interina el banquillo rojiblanco, al sustituir a Luis Aragonés en la jornada 21, y posteriormente a José Omar Pastoriza en la 24.

- Por último, dirigió también al primer equipo del Atlético en la temporada 1993/94, entre las jornadas 26 y 29, sustituyendo a José Luis Romero antes de la llegada de Jorge D'Alessandro.

Después de ese año Ovejero siguió vinculado al club rojiblanco como ayudante técnico.

## Clubes

### Como jugador
| Club               | País      | Años      |
| ------------------ | --------- | --------- |
| Vélez Sarsfield    | Argentina | 1963-1969 |
| Atlético de Madrid | España    | 1969-1974 |
| Real Zaragoza      | España    | 1974-1976 |
| Terrassa FC        | España    | 1976-1977 |
| UE Sant Andreu     | España    | 1977-1978 |

### Como entrenador
| Club               | País   | Temporadas |
| ------------------ | ------ | ---------- |
| Atlético de Madrid | España | 1990/91    |
| Atlético de Madrid | España | 1992/93    |

## Títulos

### Jugador
- 1 Campeonato Nacional Argentino: 1968 (Club Atlético Vélez Sarsfield)
- 2 Ligas españolas: 1969/70 y 1972/73 (Atlético de Madrid)
- 1 Copa de España: 1972 (Atlético de Madrid)

### Entrenador
- 1 Copa del Rey: 1991 (Atlético de Madrid)